# Hermann Mercklin
Friedrich Hermann Mercklin (geboren 5. November 1857 in Hannover;  gestorben am 22. Oktober 1944 in Wuppertal-Barmen) war ein deutscher Chemiker und Industrieller. Er gilt als „der Hauptbeteiligte an der industriellen Erschließung des Formaldehyds.“

## Leben
Mercklin wurde 1857 in der Residenzstadt des Königreichs Hannover geboren. Nach dem Tod seines Vaters wurde er früh Halbwaise und lebte bei seiner Mutter. Er besuchte die hannoversche Oberrealschule und schrieb sich zum Wintersemester 1882/1883 an der dortigen Polytechnischen Schule ein, wo er bis 1883 die Fächer Organische Chemie, Anorganische Chemie sowie die „Übungen für Hebezeuge und Pumpen“, Volkswirtschaftslehre und Mineralogie studierte. Anschließend ging er an die Universität Freiburg im Breisgau, wo er als Schüler von Adolf Claus, Conrad Willgerodt und Karl Elbs seine seiner Mutter gewidmete chemische Dissertation ablegte zum Thema Beiträge zur Kenntniss der Aluminiumchlorid-Reaction und als Dr. phil. schloss.
1887 tat sich Mercklin mit dem Chemiker Gerhardt Lösekann zusammen mit dem Ziel industrieller Betätigung. Anfangs experimentierten die beiden in einer Wagenremise, bevor sie den Bau der am 23. November 1888 gegründeten „Chemischen Fabrik Mercklin & Lösekann, Seelze bei Hannover“ in Auftrag gaben. Das Laboratorium in Seelze diente schließlich der technischen Gewinnung von Formaldehyd und markierte als erste Fabrik ihrer Art den Beginn der Geschichte Seelze als Chemiestandort.
Spätestens Ende des 19. Jahrhunderts war Mercklin Mitglied des Vereins Deutscher Chemiker, als er 1898 den in der Hildesheimer Straße 14 tätigen Apotheker Albert Bauer zur Aufnahme in den Verein vorschlug, im Jahr 1900 dann auch den Am Cleverthore wohnenden beziehungsweise Am Cleverthor 1 tätigen Rudolf Haarmann, den Direktor der Central-Molkerei.
Noch 1943 lebte Hermann Mercklin in Hannover.

## Schriften
- Beiträge zur Kenntniss der Aluminiumchlorid-Reaction, chemische Dissertation 1885 an der Universität Freiburg im Breisgau, Freiburg i. B.: Druck der Friedrich Wagner’schen Buchdruckerei, 1885; Digitalisat mit Volltextrecherche-Möglichkeit über das Digitalisierungszentrum der Bayerischen Staatsbibliothek